# Charlot prende moglie
Charlot prende moglie (A Jitney Elopement), noto anche come Charlot rapisce Mabel, è un film interpretato e diretto da Charlie Chaplin, fu proiettato la prima volta il 1º aprile 1915.

## Trama
Una figlia da maritare e al miglior partito possibile: un conte.
Peccato che la figlia un innamorato già ce l'abbia: non è conte ma Charlot, nell'occasione un tenero e romantico Charlot, preludio di più sublimi interpretazioni a venire, e probabilmente Chaplin, a quest'epoca, innamorato lo è per davvero della nuova partner Edna Purviance.
Il padre compiaciuto annuncia alla figlia la visita prossima del blasonato pretendente, ma lei non gradisce, anzi subito comunica l'inatteso avvenimento all'amato Charlot che, sotto la finestra della ragazza, spasima con un fiore da offrirle, e architettano un piano secondo il quale Charlot deve presentarsi al padre come il conte stesso, profittando delle sembianze ancora sconosciute anche al genitore.

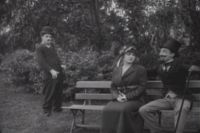
Charlot, nel parco, trova la sua innamorata con il conte

Per quanto leggermente sorpreso dall'aspetto non propriamente nobile del presunto conte, il padre della ragazza lo fa accomodare nella propria casa dispensandogli un'accoglienza confacente al rango.
Durante la cena però, quando già la servitù ha scodellato dei fumanti fagioli (o almeno tali sembrerebbero essere) ecco irrompere nell'abitazione il vero conte, riconoscibile ad occhio nudo, con grande sorpresa e costernazione del genitore e panico dell'impostore che immediatamente sarà cacciato a pedate.
Una passeggiata nel parco tra il conte, la sposa e, leggermente discosto dai piccioncini, il genitore, farà incontrare nuovamente loro Charlot che non esita a prelevare la promessa sposa, nonché sua amata e profittando di un'automobile incustodita fuggire a gran velocità, rincorsi immediatamente dai gabbati anch'essi a bordo di un'autovettura e dando vita ad una spericolata corsa tra le strade polverose e dissestate di una città non ancora congestionata dal traffico.
Pregevoli i quadri delle automobili che nell'inseguimento si producono in un duetto quasi danzante di manovre ripetute e alternate.
La conclusione sarà la caduta in mare, dal solito pontile, degli inseguitori per la gioia degli amanti finalmente liberati.

## Produzione
Il film fu prodotto dalla Essanay Film Manufacturing Company.

## Distribuzione
Distribuito dalla General Film Company, il film - un cortometraggio in due bobine - uscì nelle sale cinematografiche USA il 1º aprile 1915.